# Saint-Martin-le-Redon
Saint-Martin-le-Redon è un comune francese di 211 abitanti situato nel dipartimento del Lot nella regione dell'Occitania.

## Società

### Evoluzione demografica
Abitanti censiti